# Adlai Stevenson I
Adlai Ewing Stevenson I, född 23 oktober 1835 i Christian County, Kentucky, död 14 juni 1914 i Chicago, Illinois, var en amerikansk demokratisk politiker, USA:s vicepresident 1893–1897. Hans sonson Adlai Ewing Stevenson II var två gånger demokraternas presidentkandidat på 1950-talet.

## Biografi
Adlai Stevensons föräldrar John Turner Stevenson och Eliza Ewing Stevenson var presbyterianer och härstammade från Nordirlands skottar. Minoriteten, som kallas Scotch-Irish American eller numera ibland även Scots-Irish American, syftar på personer som har kommit till Nordamerika via Nordirland men ursprungligen härstammar från Skottland. Dessa amerikanska ättlingar till Nordirlands skottar är nästan alla protestanter och ofta presbyterianer. Adlai Stevensons farfars far hade kommit till Nordamerika från Nordirland 1748. Till Kentucky hade släkten Stevenson kommit 1813.
Familjen Stevenson flyttade till Bloomington i Illinois 1852 efter att deras tobaksodlingar hade förfrusit. Då frisläppte fadern John familjens få slavar. I Bloomington skötte fadern ett sågverk. Adlai Stevenson studerade vid Illinois Wesleyan University i Bloomington och senare vid Centre College i Danville i Kentucky. Efter faderns död återvände Adlai till Bloomington och sågverket. År 1858 inledde han sin karriär som advokat i Woodford County i Illinois.
I 1858 års senatsval i Illinois stödde Stevenson demokraternas Stephen A. Douglas, som besegrade republikanen Abraham Lincoln. Under kampanjen talade Stevenson även mot invandrarfientliga Knownothings.
Stevenson var elektor i 1864 års presidentval och samma år valdes han till distriktsåklagare. År 1866 gifte han sig med Letitia Green. År 1868, i slutet av perioden som distriktsåklagare, bestämde han sig för att öppna en advokatbyrå i Bloomington tillsammans med kusinen James S. Ewing. Stevenson & Ewing blev en av de mest framgångsrika advokatbyråerna i Illinois och kusinen James blev senare ambassadör i Belgien.
Stevenson var ledamot av USA:s representanthus 1875–1877. År 1885 tjänstgjorde han i Grover Clevelands administration som chef för det federala postväsendet, Assistant Postmaster General. Han avskedade 40 000 republikanska posttjänstemän och ersatte dem med demokrater från Sydstaterna, någonting som republikanerna aldrig glömde.
År 1892 valde Cleveland Stevenson till sin vicepresidentkandidat. När Cleveland sedan vann valet, något som innebar hans återkomst till Vita Huset, blev Stevenson USA:s vicepresident. Rökaren Cleveland genomgick en canceroperation som hemlighölls från publiken. Hemligheten hölls i ett kvartssekel och även vicepresidenten visste inte hur nära presidentskapet han hade varit. Adlai Stevenson stortrivdes i sin roll som vicepresident och speciellt uppskattade han rollen som senatens talman som vicepresidentämbetet enligt USA:s konstitution också innebär. I vissa frågor hade han en självständig uppfattning. President Cleveland var exempelvis anhängare av guldmyntfoten, medan vicepresident Stevenson ville ha silvermyntfot.
I 1900 års presidentval var Stevenson åter demokraternas vicepresidentkandidat. Den gången hette presidentkandidaten William Jennings Bryan, 1896 års förlorande presidentkandidat, som var den tidigare presidenten Clevelands huvudmotståndare inom partiet. Bryan var en passionerad silveranhängare. Stevenson kompletterade Bryans ungdom med sin ålder och erfarenhet. Bryan och Stevenson visade sig ändå chanslösa mot republikanernas William McKinley och Theodore Roosevelt.
Adlai Stevensons grav finns på Evergreen Cemetery i Bloomington. Sonen Lewis G. Stevenson var en framstående delstatspolitiker i Illinois. Medan sonsonen Adlai Ewing Stevenson II blev guvernör och tvåfaldig presidentkandidat, blev sonsonens son Adlai Ewing Stevenson III senator.